# San Adrián del Valle (kommunhuvudort)
San Adrián del Valle är en kommunhuvudort i Spanien.   Den ligger i provinsen Provincia de León och regionen Kastilien och Leon, i den nordvästra delen av landet, 250 km nordväst om huvudstaden Madrid. San Adrián del Valle ligger 734 meter över havet och antalet invånare är 129.
Terrängen runt San Adrián del Valle är platt. Runt San Adrián del Valle är det ganska glesbefolkat, med 34 invånare per kvadratkilometer. Närmaste större samhälle är Benavente, 14,8 km söder om San Adrián del Valle. Trakten runt San Adrián del Valle består till största delen av jordbruksmark.